# ان‌جی‌سی ۷۳۱۹
ان‌جی‌سی ۷۳۱۹ (انگلیسی: NGC 7319) نام یک کهکشان در صورت فلکی اسب بالدار است.